# Scolopes moseleyi
Scolopes moseleyi är en svampdjursart som beskrevs av William Johnson Sollas 1888. Scolopes moseleyi ingår i släktet Scolopes och familjen Alectonidae.
Artens utbredningsområde är havet utanför Brasilien. Inga underarter finns listade i Catalogue of Life.